# Józef Nguyễn Văn Lựu

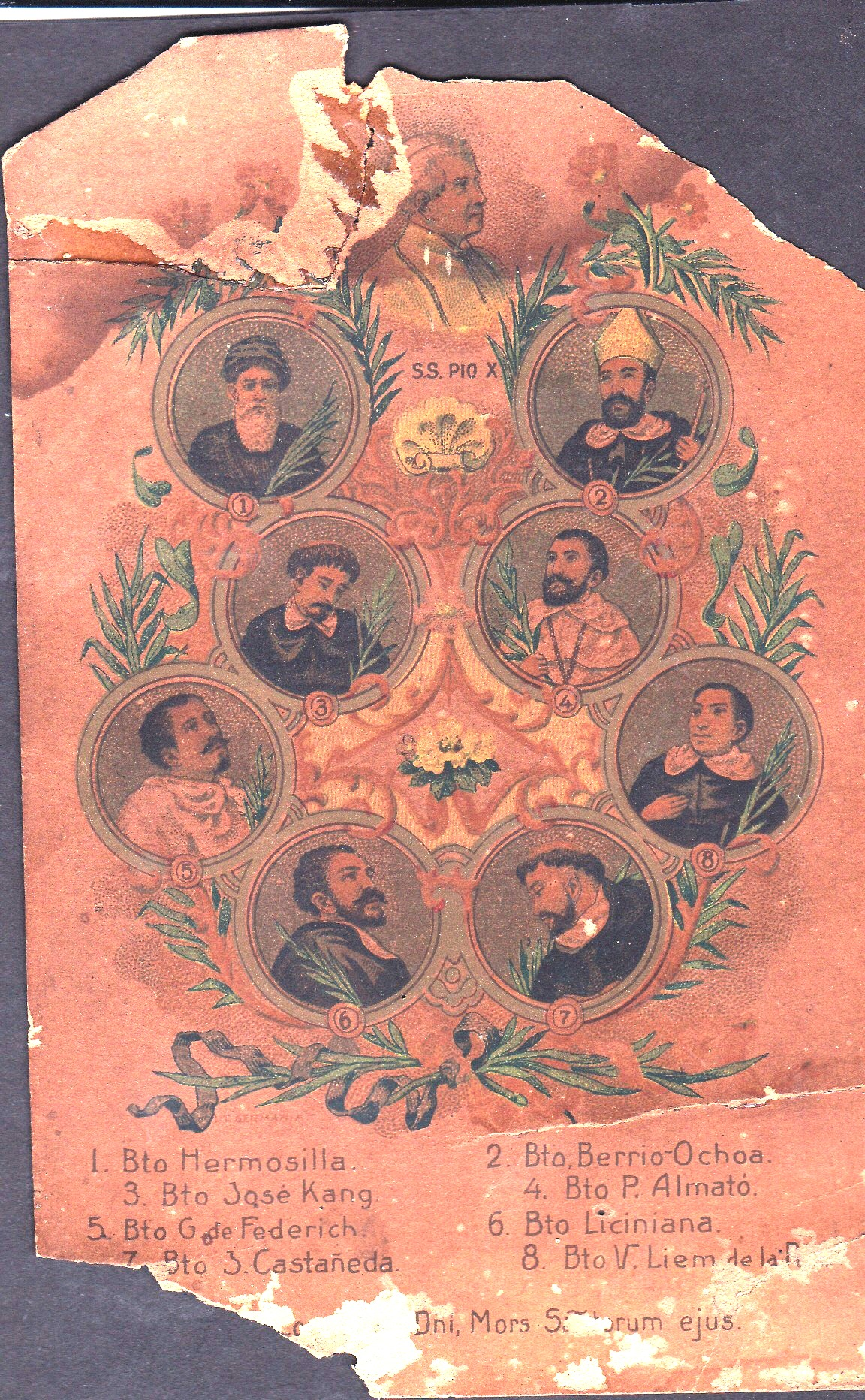
Karta wydana w 1906 roku dla upamiętnienia beatyfikacji wietnamskich męczenników

Józef Nguyễn Văn Lựu (wiet. Giuse Nguyễn Văn Lựu) (ur. ok. 1790 r. w prowincji Vĩnh Long w Wietnamie, zm. 2 maja 1854 w Vĩnh Long w Wietnamie) – święty Kościoła katolickiego, wietnamski męczennik, katechista.

## Życiorys
Józef Nguyễn Văn Lựu został wychowany w tradycji katolickiej. Również po zawarciu małżeństwa w jego domu zachowywano wartości chrześcijańskie. Józef Nguyễn Văn Lựu został wybrany przewodniczącym rady parafialnej. Podczas prześladowań aresztowano go 26 lutego 1853 r. razem z księdzem Filipem Phan Văn Minh i 6 innymi parafianami. Zabrano ich do Vĩnh Long. Józef Nguyễn Văn Lựu zmarł w więzieniu w efekcie złych warunków i tortur 2 maja 1854 r.
Pomimo trwających prześladowań jego pogrzeb zgromadził tłumy. Wzięło w nim udział 4 księży i ok. 2000 katolików. Józef Nguyễn Văn Lựu został pochowany w kościele w Mặc Bắc.

## Kult
Dzień wspomnienia: 2 maja; 24 listopada w grupie 117 męczenników wietnamskich.
Beatyfikowany 2 maja 1909 r. przez Piusa X. Kanonizowany przez Jana Pawła II 19 czerwca 1988 r. w grupie 117 męczenników wietnamskich, ofiar prześladowań religijnych, które w okresie od 1645 do 1886 roku pochłonęły 113 tys. ludzi.